# امانت‌دار
امانت‌دار (لهستانی: Depozytariusz) یک فیلم کوتاه مستند لهستانی است که در سال ۲۰۱۴ میلادی منتشر شد.
این فیلم در جشنواره‌های متعددی در داخل و خارج آمریکا نمایش داده شده‌است.